# Dallas Beeler
Dallas James Beeler (né le 12 juin 1989 à Tulsa, Oklahoma, États-Unis) est un lanceur droitier des Ligues majeures de baseball jouant avec les Cubs de Chicago de 2014 à 2015.

## Carrière
Dallas Beeler est repêché au 37e tour de sélection par les Blue Jays de Toronto en 2008 mais il ne signe pas de contrat avec le club et s'engage chez les Golden Eagles de l'université Oral Roberts. Il rejoint ensuite les Cubs de Chicago, qui en font leur choix de 41e ronde au repêchage des joueurs amateurs en 2010. Durant son séjour à l'université, Beeler subit en 2009 une opération de type Tommy John pour réparer un ligament du coude droit, ce qui explique sa sélection tardive par les Cubs l'année suivante.
Beeler, un lanceur droitier de 6 pieds 5 pouces (1 mètre 80), gravit les échelons en ligues mineures pour finalement atteindre le niveau AAA au début 2014. Il fait ses débuts dans le baseball majeur avec les Cubs de Chicago le 28 juin 2014 comme lanceur partant face aux Nationals de Washington. Il fait bonne impression en obtenant 6 retraits sur des prises et en n'accordant que 4 coups sûrs en 6 manches lancées, mais il accorde un point non mérité qui lui vaut la défaite dans le revers de 3-0 des Cubs.